# Graziano Battistini (calciatore)
Graziano Battistini (Monza, 30 settembre 1970) è un procuratore sportivo ed ex calciatore italiano, di ruolo portiere.

## Carriera
Debutta nella massima serie nel 1993, con la maglia dell'Udinese, dopo le esperienze nelle serie minori con Seregno, SPAL e Alessandria. Durante la stagione si alterna con Massimiliano Caniato, totalizzando comunque 27 presenze in campionato. A fine stagione, però, l'Udinese retrocede in Serie B. Battistini è confermato titolare della porta friulana anche per le successive 2 stagioni, la prima in Serie B, mentre nel 1995-96 è in Serie A, alternandosi per qualche tempo con l'esperto Attilio Gregori. Nella stagione successiva, il portiere perde il posto a campionato avviato a favore di Luigi Turci, retrocedendo addirittura al ruolo di terzo portiere, anche a causa del ritorno in Friuli di Caniato.
Nel 1997, chiusa l'avventura con l'Udinese, Battistini scende in Serie B, tra le file dell'Hellas Verona, di cui sarà titolare indiscusso per le successive 2 stagioni, risultando tra i protagonisti del ritorno della compagine scaligera in Serie A nel 1999, con Claudio Cesare Prandelli in panchina. Nella stagione 1999-2000 parte titolare in Serie A, per poi perdere il posto dopo sole 5 giornate, in virtù di un'espulsione rimediata, a favore della giovanissima promessa Sébastien Frey.
Per Battistini non c'è più spazio a Verona, e fatica a trovare un'altra società, tanto che solamente nell'ottobre 2000 firma un contratto annuale con il Treviso, in Serie B, ma a fine stagione sarà retrocessione. Nel 2001 viene ingaggiato dal Bari, in qualità di secondo portiere per le prime 2 stagioni, promosso titolare nel 2003-04, e messo fuori rosa nella stagione successiva, non rientrando più nei piani della società pugliese, prigioniero del contratto. Battistini approfitta della pausa forzata per intraprendere gli studi universitari.
Chiude la carriera con la maglia del Casale, in Serie C2 nella stagione 2005-2006.
Dopo il ritiro è diventato procuratore.

## Palmarès

### Club

#### Competizioni nazionali
- Serie C1: 1

SPAL: 1991-1992
- Serie B: 1

Verona: 1998-1999